# 홍타이 여행사

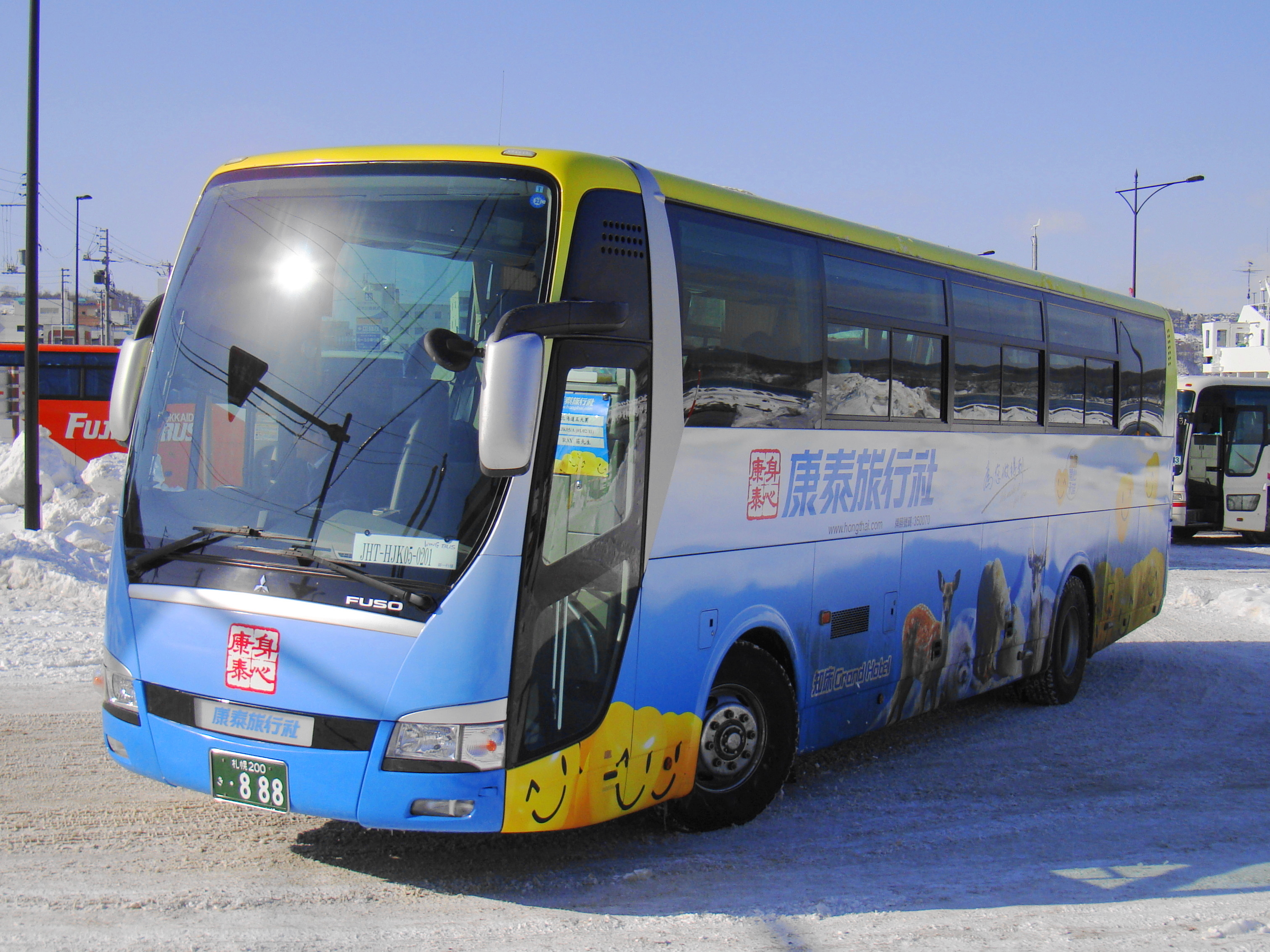

홍타이 여행사(康泰旅行社, Hong Thai Travel Services)는 홍콩의 대표적인 여행사이다. 1966년에 설립하였다. 현재 홍콩, 마카오, 중화인민공화국 광둥성, 미국, 캐나다, 태국, 중화민국에 총 30개의 지점이 있다.

## 역사
왕시섬(Jackie Wong See Sum, 黃士心)이 1966에 설립하였다. 주로 비행기표, 여객선표, 관광 서비스를 제공한다.

## 경영진
- 감독: 왕시섬(Jackie Wong See Sum, 黃士心)
- 총 경영자: 리우메이저 (Liu Mei-Sze, (劉美詩)

## 사건
2010년 8월 23일 마닐라에서 홍타이 여행사 버스가 인질 사태에 연루되었다. 이 사건으로, 총 25명이 사망하였다.